# Nibbevegen
| Erbaut:                | 1936–1939                                                                                  |
| Betreiber:             | Geiranger Skysslag AS                                                                      |
| Lage:                  | Stranda, Møre og Romsdal, Norwegen                                                         |
| Straßenbeginn:         | An der Djupvasshytta, als Abzweig von der Geirangerstraße (62° 1′ 52,4″ N, 7° 16′ 29,4″ O) |
| Straßenende:           | Plateau auf dem Dalsnibba (62° 2′ 55,6″ N, 7° 16′ 9,7″ O)                                  |
| Gesamtlänge:           | 4,5 km (Von Mautstation bis Plateaumitte)                                                  |
| Höhenunterschied:      | 437 m                                                                                      |
| Maximale Steigung:     | 12,5 %                                                                                     |
| Nutzungsvoraussetzung: | Maut                                                                                       |
| Ausbauzustand:         | Einspurig mit Asphaltbelag                                                                 |

| \| \| |
|       |

|  |

Der Nibbevegen (auch Nibbevei) ist eine mautpflichtige Privatstraße in der norwegischen Gemeinde Stranda, in der Provinz Møre og Romsdal. Sie beginnt als Abzweigung von der Geirangerstraße am Djupvatnet, auf etwa 1035 moh. Die Straße endet auf 1476 moh. auf dem Gipfel der Dalsnibba. Es handelt sich dabei um den höchsten, mit einer Autostraße erreichbaren Punkt Norwegens. Die Straße ist im Winter geschlossen und in der Regel von Juni – Oktober geöffnet. Der Geirangerfjord und der touristisch sehr beliebte Ort Geiranger befinden sich etwa 8,5 km (Luftlinie) nordwestlich des Beginns der Straße.

## Verlauf und Beschreibung
Die Straße zweigt an der Djupvasshytta-Berghütte, gelegen am Djupvatnet, von der Geirangerstraße ab. Etwa 175 m weiter befindet sich die Mautstation der Straße, an der für sämtliche Kraftfahrzeug-Arten eine Gebühr zur Benutzung der Straße entrichtet werden muss. Nach einer Rechtskurve folgt ein langer, geradliniger Anstieg von knapp 1,2 km auf das Dalsnibba-Massiv, bei dem ein Höhenunterschied von etwa 110 m überwunden wird. Der nächste Anstieg der Straße verläuft in 10 Kehren von ca. 1160 moh. auf rund 1325 moh. Der letzte Streckenabschnitt führt mit relativ geringer Steigung die letzten etwa 1,5 km direkt an der Abbruchkante des Hochplateaus in einer langen Rechtskurve um zwei Nebengipfel des Dalsnibba herum. Die Straße endet in einem großen Wendeplatz mit Parkplatz auf dem Gipfel des Dalsnibba, auf etwa 1476 moh. Dort befindet sich das 2004 im modernen Baustil errichtete Servicegebäude mit Souvenirshop, Panorama-Café und Ausstellung über den Straßenbau des Nibbevegens.

## Geschichte
Die Straße wurde von 1936 bis 1939 in Handarbeit als Schotterpiste ohne nennenswerte Absicherungen erbaut. Aufgrund des Zweiten Weltkriegs kam bis 1946 kein nennenswertes touristisches Verkehrsaufkommen auf der Straße auf. Anders als heute wurde die Straße in den folgenden Jahren nicht mit Privatautos bzw. Omnibussen befahren, sondern mit speziell für das Terrain ausgelegten PKWs befahren.
Um dem ansteigenden Verkehrsaufkommen gerecht zu werden und um die Sicherheit zu erhöhen, wurde Ende der 2000er die vormals unbefestigte Fahrbahn asphaltiert und an vielen Stellen verbreitert und gesichert.

## Bilder

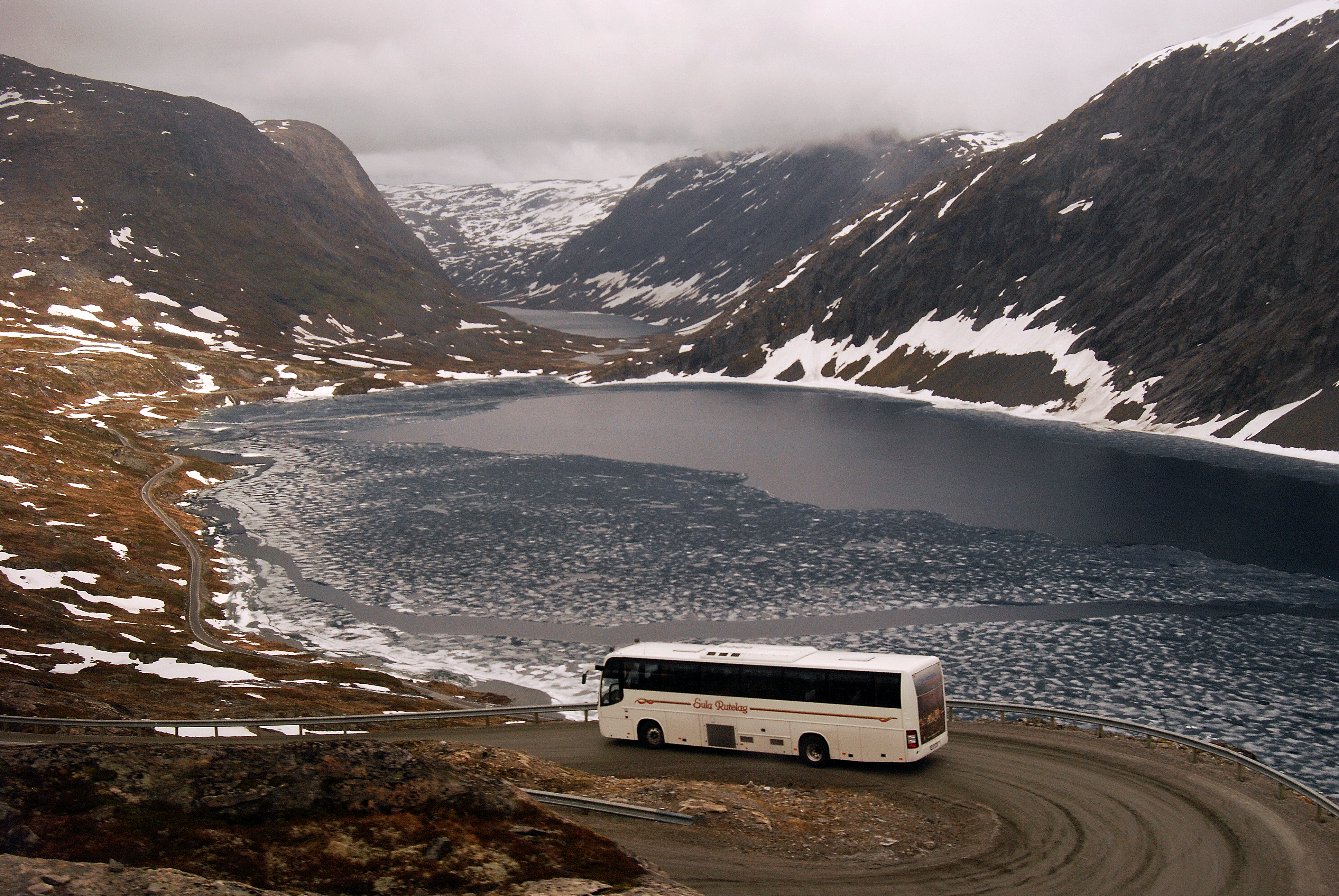
Ein Bus bei der Talfahrt vom Dalsnibba auf dem Nibbevegen
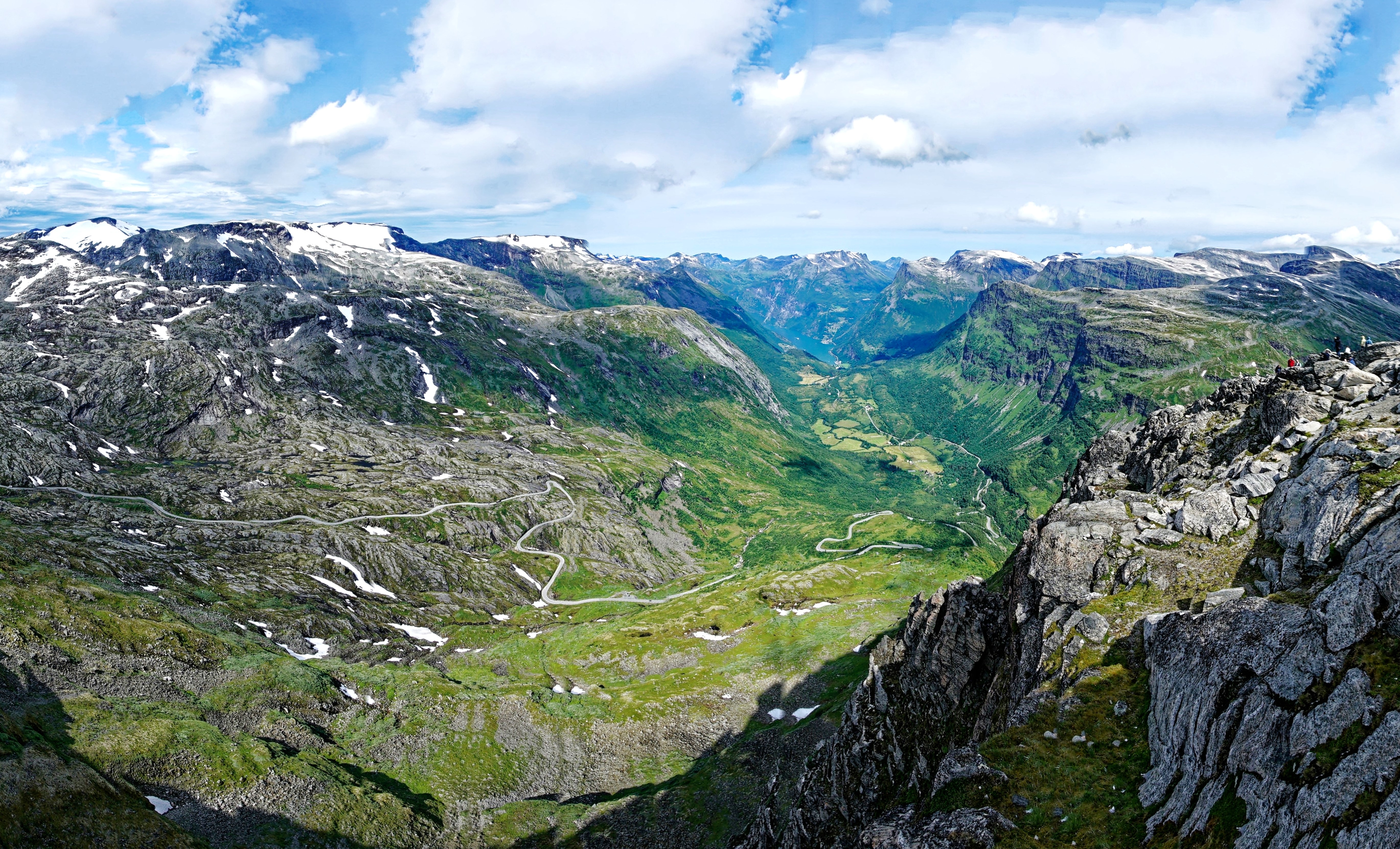
Blick auf Nibbevegen von der Dalsnibba.
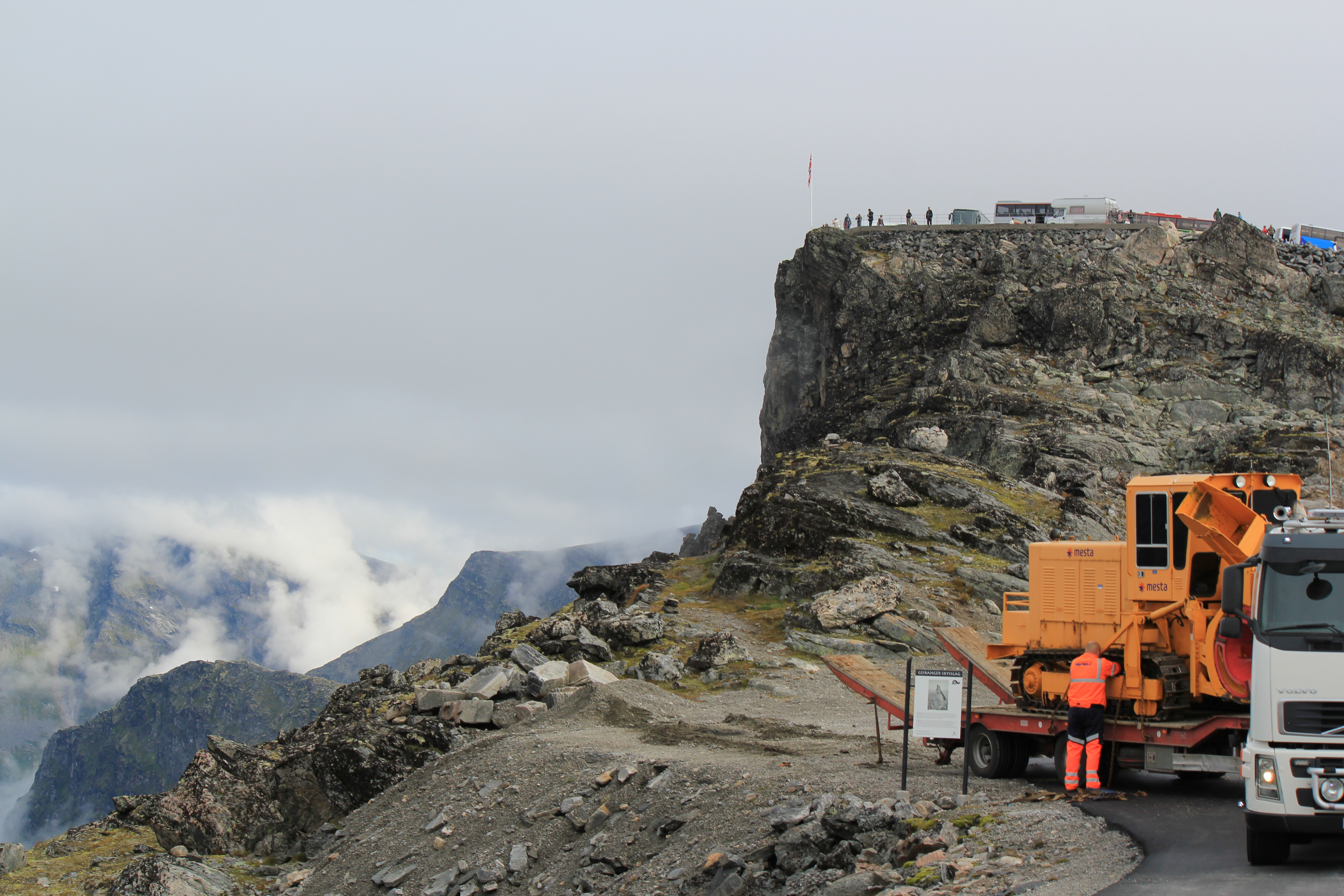
Straßenbauarbeiten am Nibbevegen im August 2011, dahinter der Dalsnibba
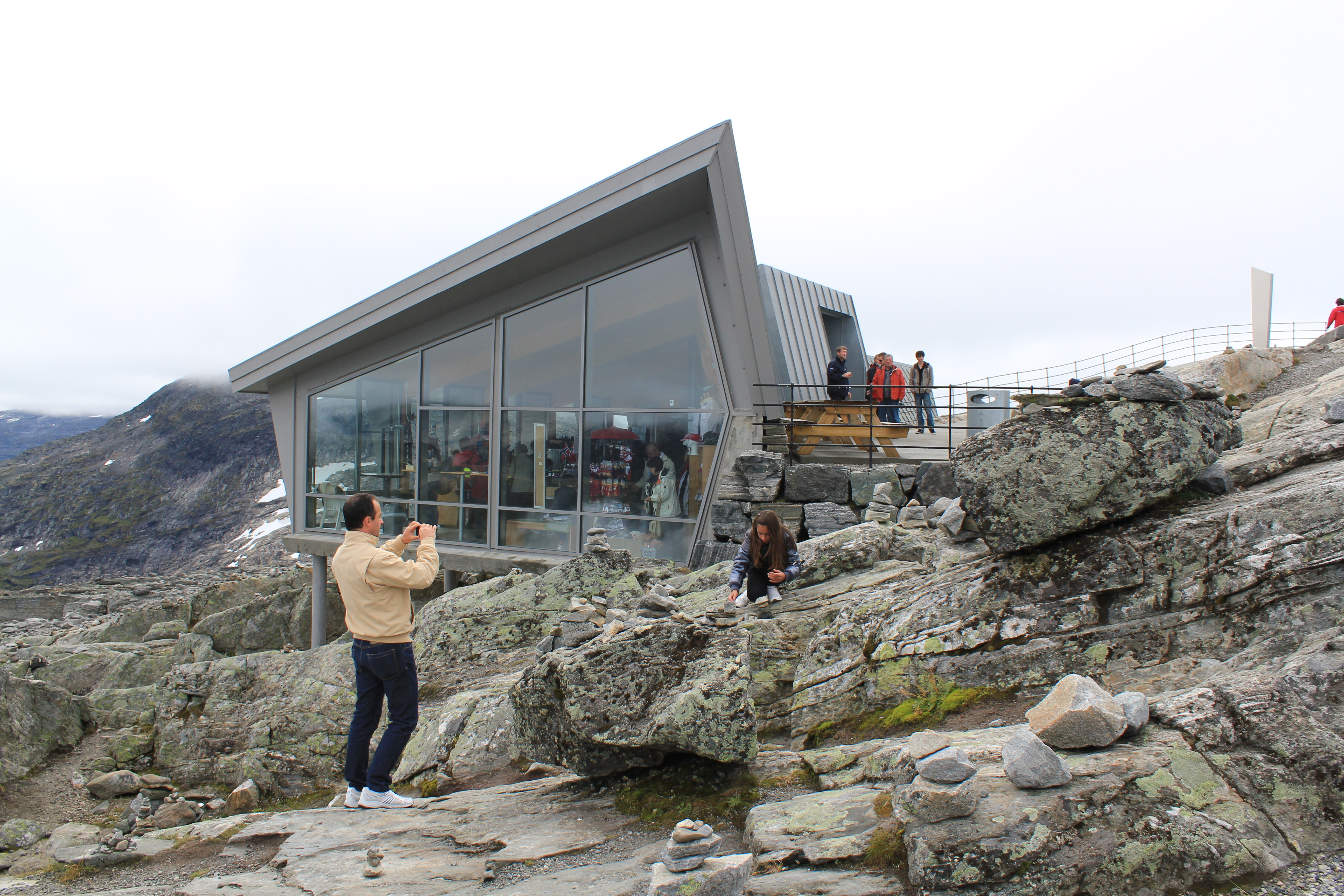
Das 2004 errichtete Servicegebäude mit Panoramafront